# Chu Chu Rocket!
Chu Chu Rocket um é um jogo eletrônico de puzzle (o popular quebra-cabeça). A proposta é simples, você tem que conduzir os ratos até os foguetes, evitando que eles sejam comidos pelos gatos ou caiam em buracos, e ainda que os gatos destruam os referidos foguetes.
Chu Chu Rocket foi lançado originalmente para Dreamcast, na época em que a SEGA lutava para popularizar seu serviço online Sega.net. Era um dos jogos emblemáticos do serviço, e até hoje cativa pelo brilhante design de seus estágios. Mesmo no modo offline, Chu Chu Rocket do Dreamcast é um dos melhores puzzles de todos os tempos.

## Briga de gato e rato
Todos sabem que a Lua é feita de queijo, e o sonho de qualquer bom rato é algum dia ir para lá. Sendo assim, nada mais natural que os ratos construírem foguetes para ir à Lua. Mas seus arqui-inimigos, os gatos, não iriam deixar isso barato, e tentarão de qualquer maneira impedir os ratos de decolarem com seus foguetes. Nessa situação entra você, que deve ajudar os ratos a driblar os gatos e outros perigos e chegar a salvo nos foguetes para finalmente ir ao encontro de seu destino lunar.
Chu Chu Rocket um é um jogo eletrônico de puzzle (o popular quebra-cabeça). A proposta é simples, você tem que conduzir os ratos até os foguetes, evitando que eles sejam comidos pelos gatos ou caiam em buracos, e ainda que os gatos destruam os referidos foguetes.

## Gráficos
Os gráficos estão fiéis aos da versão original, com talvez a maior diferença sendo a localização do menu de painéis, que no original fica na parte inferior da tela, e aqui fica na lateral esquerda. Até que isso não é tão surpreendente, pois no Dreamcast os gráficos já eram extremamente simplistas (talvez seja o jogo mais simples do ponto de vista gráfico do Sonic Team desde sua criação).
Os mapas estão muito próximos graficamente aos do Dreamcast, e com a mesma proporção, o que por um lado é bom, já que mantêm o feeling do original, mas por outro é ruim, pois eles ficam muito pequenos na pequena tela do GBA, dificultando a visualização. Os modelos 3D dos ratos, gatos e foguetes usados na versão original foram substituídos por modelos 2D baseados em sprites, algo natural. Os efeitos são bem simplistas também, como a fumaça que sai dos foguetes na decolagem, mas nada que mereça repreensão.
O que talvez seja fator de decepção é que esta versão tem uma fluência menor que a original, mesmo com todos os ajustes. Uma curiosidade é que existe um slowdown chato logo que os ratos chegam aos foguetes, aparentemente porque o jogo carrega na memória os dados para a animação da decolagem neste momento (decisão estranha, admitindo que é um jogo em cartucho com acesso direto aos dados).

## Sons
Os sons já não tiveram uma conversão muito boa, melodias agradáveis no Dreamcast ficaram terríveis no modesto processador sonoro do GBA. É muito difícil não ficar aborrecido com elas em pouco tempo, realmente triste. Já os efeitos sonoros estão bons, bem próximos aos da versão original.

## Jogabilidade
Como já abordado, você tem que conduzir os ratos até os foguetes, driblando os obstáculos (gatos e buracos). Os ratos devem chegar aos foguetes antes dos gatos, pois quando um gato chega a um foguete, ele o destrói. Se algum dos seus ratos for pego por um gato, ele morrerá (com uma animação de anjinho...), e a fase voltará ao início (neste jogo você nunca “morre”, sempre pode voltar ao início da fase).